# Nemce
Nemce (1948–1970 slowakisch „Zvolenské Nemce“; deutsch Nemtze oder Deutschendorf bei Neusohl, ungarisch Zólyomnémeti – bis 1888 Nemce) ist eine Gemeinde in der Mitte der Slowakei, mit 1153 Einwohnern (Stand 31. Dezember 2024) und liegt im Okres Banská Bystrica, der zum Banskobystrický kraj gehört.

## Geographie
Der Ort liegt unterhalb des Gebirges Starohorské vrchy am Bach Nemčiansky potok, fünf Kilometer nordöstlich von Banská Bystrica gelegen.

## Geschichte
Nemce wurde im 13. Jahrhundert durch Neusohler Bergleute gegründet, die erste schriftliche Erwähnung (als Nemetfalva) ist jedoch erst aus dem Jahr 1473 vorhanden. Im Mittelalter war es im Besitz verschiedener Neusohler Stadtbürger, dann gehörte es zum Thurzo-Fugger-Unternehmen und schließlich von 1501 bis 1848 zur Stadt Neusohl. Aus diesem Grund ist die Geschichte des Ortes eng mit der Stadt verbunden.
1970–1990 war der Ort Stadtteil von Banská Bystrica.

## Bevölkerung
| Jahr                | 1994 | 2004    | 2014    | 2024    |
| ------------------- | ---- | ------- | ------- | ------- |
| Anzahl der Personen | 1088 | 1107    | 1183    | 1153    |
| Unterschied         |      | +1,74 % | +6,86 % | −2,53 % |

| Jahr                | 2023 | 2024    |
| ------------------- | ---- | ------- |
| Anzahl der Personen | 1161 | 1153    |
| Unterschied         |      | −0,68 % |

Ergebnisse nach der Volkszählung 2001 (1120 Einwohner):
| Nach Ethnie: - 98,39 % Slowaken - 0,36 % Tschechen - 0,27 % Magyaren | Nach Religion: - 41,07 % römisch-katholisch - 31,79 % evangelisch - 19,64 % konfessionslos |